# Руаири
Руаири (гэльск. Ruairi) — правитель Гарморана и Гебридских островов в 1209—1240-х годах.
Руаири был сыном Ранальда, короля Островов в 1164—1209 годах, и после смерти отца разделил с братом Дональдом территории на западном побережье Шотландии и Гебридах. Руаири получил Кинтайр, Арднамерхан, а после смерти своего дяди Ангуса в 1210 году, присоединил к своим владениям Гарморан на северо-западе Шотландии и острова Эгг, Рам, Норт-Уист, Бенбекьюла, Саут-Уист и Барра.
Руаири был классическим викингом: совершал многочисленные набеги на ирландские города, воевал с королями Мэна и Шотландии. В 1220—1230 годах Руаири участвовал в мятеже Макуильямов, принадлежащих к младшей ветви правящей в Шотландии династии, против шотландских королей. Это свидетельствует о продолжении Руаири политики своего деда, короля Сомерледа. Во время экспедиции короля Шотландии Александра II на западное побережье в 1221—1222 годах, Руаири потерял Кинтайр, который был передан его брату Дональду, более лояльному к Шотландии.
Руаири имел, по крайней мере, двух сыновей: Дугала и Алана, которые продолжили антишотландскую политику своего отца. Потомки Руаири правили в Гарморане до середины XIV века.